# Wohn- und Wirtschaftsgebäude Malser Straße 7

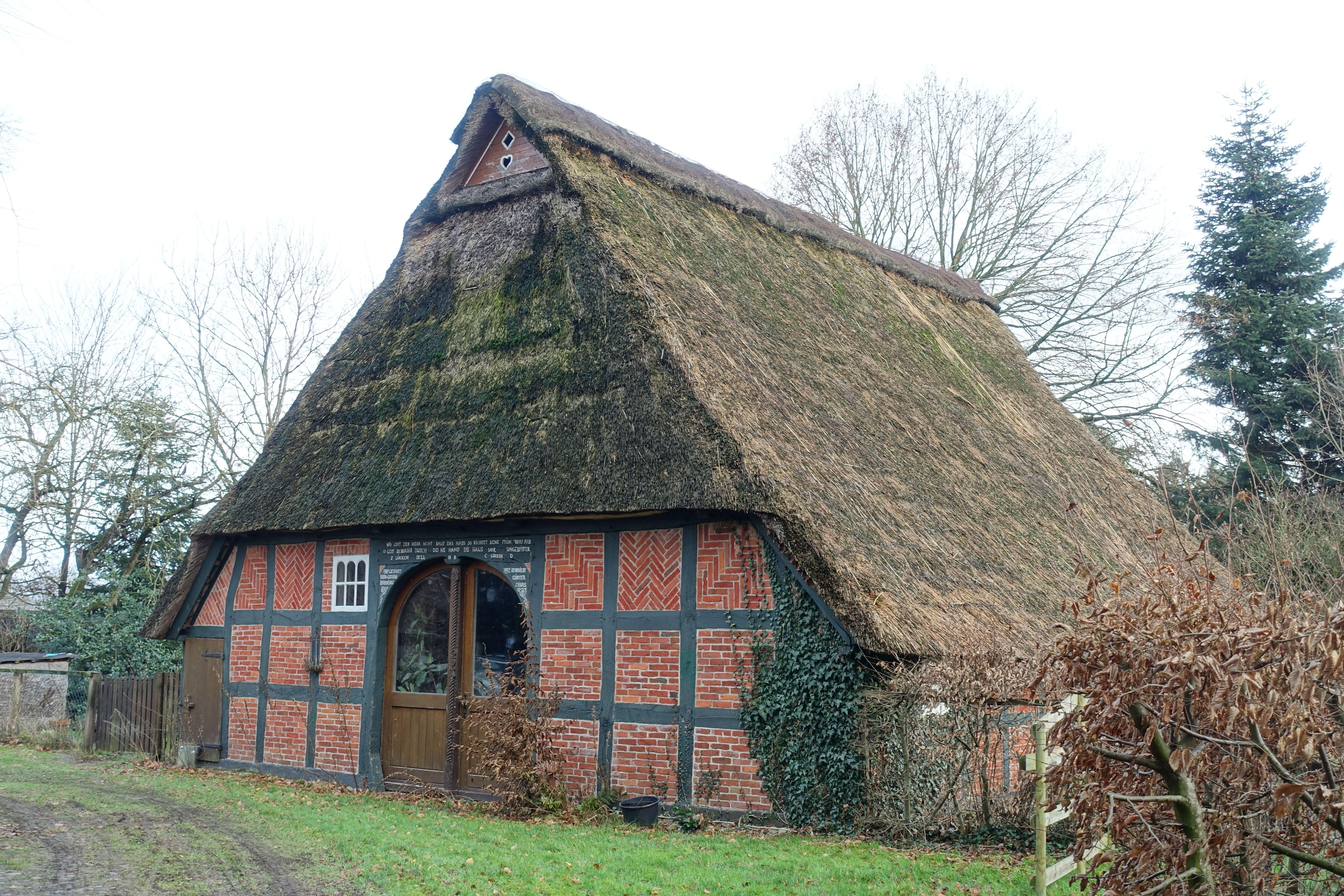
Nordwest- und Südwestfassade (2023)

Das Wohn- und Wirtschaftsgebäude Malser Straße 7 in der niedersächsischen Gemeinde Beverstedt, Ortsteil Frelsdorf, im Landkreis Cuxhaven, stammt aus der ersten Hälfte des 19. Jahrhunderts. Aktuell (2024) wird es wohl als Wohnhaus genutzt.
Das Gebäude steht unter Denkmalschutz (siehe auch Liste der Baudenkmale in Beverstedt).

## Beschreibung
Das eingeschossige traufständige Wohn- und Wirtschaftsgebäude, ein Zweiständer-Hallenhaus in gleichmäßigem Fachwerk mit Steinausfachungen, mit reetgedecktem Krüppelwalmdach als Niedersachsengiebel mit Uhlenloch und der Grooten Door mit Rundbogen, wurde 1822 (Inschrift) für Familie Lücken gebaut. 1992 wurde das von der Straße zurückliegende Haus saniert und zum Wohnhaus umgebaut.
Das Landesdenkmalamt befand u. a.: „… regionstypisches Hallenhaus der ersten Hälfte des 19. Jahrhunderts in Zweiständerkonstruktion ….“